# Ukrainische Weihnachten

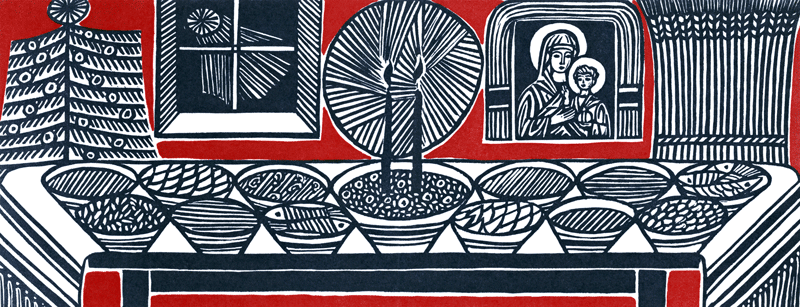
Weihnachtsessen mit zwölf Gerichten von Jacques Hnizdovsky

Ukrainische Weihnachten (ukrainisch Різдвоⓘ) sind das vom landestypischen Brauchtum geprägte Weihnachtsfest in der Ukraine. Es wurde von orthodoxen Christen in der Ukraine bis 2022 nach dem julianischen Kalender gefeiert, weil der von Papst Gregor XIII. 1582 eingeführte gregorianische Kalender von den meisten orthodoxen Kirchen für die kirchliche Feiertagsrechnung nicht übernommen wurde. So fallen der 24. und 25. Dezember des julianischen Kalenders derzeit (bis zum Jahr 2100) auf den 6. und 7. Januar des gregorianischen. Heiligabend (святвечір, святий вечір) war in der Ukraine also am 6. Januar (ab 2100 am 7. Januar) des bürgerlichen Jahres. Da Neujahr (Новий Рік) wie alle bürgerlichen Daten jedoch seit 1918 im ehemaligen Russischen Kaiserreich nach dem gregorianischen Kalender gefeiert wird, gibt es ein interessantes Oxymoron: am 14. Januar wird das sog. „alte neue Jahr“ (старий Новий Рік) gefeiert, d. h. der 1. Januar nach dem julianischen Kalender. Der Vorabend wird in der Ukraine oft auch „zweiter Heiligabend“, der „freigiebige Abend“ (schedryj wetschir) oder auch Melanka (Меланка, Маланка) genannt, da der 31. Dezember (jul.) der kirchliche Tag der heiligen Melania ist.

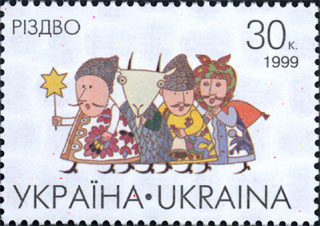
Ukrainische Weihnachtsbriefmarke von 1999

Nova radist’ stala, jaka ne buvala (Нова радість стала, яка не бувала... – „Eine neue Freude ist gekommen, die es noch nie davor gab“) – mit diesen Worten eines ukrainischen Weihnachtsliedes (колядка koljadka) wird zu Weihnachten an die immer wiederkehrende, jedoch immer neue Freude über die Geburt Jesu erinnert. Durch die späte Einführung des Christentums (erst 988 durch Fürst Wolodymyr den Großen im ostslawischen Reich Kiewer Rus) ist Weihnachten, wie viele andere christliche Feste auch, in der Ukraine eng mit den Bräuchen und Aberglauben des Heidentums verflochten. Es wird von vielen Traditionen begleitet, die zeichenhaften Charakter für das kommende Jahr haben sollen. Altchristlich ist hingegen der Vergleich der Geburt Christi mit dem Aufstieg der Sonne, der sich schon im Weihnachtsdatum zur Wintersonnenwende widerspiegelt.
Am 16. November 2017 erklärte die Werchowna Rada den 25. Dezember zum offiziellen Feiertag in der Ukraine. Im Dezember 2020 erklärte der Leiter der OKU, Metropolit Epiphanius, dass eine Änderung des Weihnachtsdatums auf den 25. Dezember in der Ukraine möglich sei, wenn sowohl die Kirche als auch die Gläubigen zu einer solchen Entscheidung bereit seien. Zurzeit sind allerdings noch mehr als 60 % der Ukrainer gegen eine Verschiebung des Weihnachtsfestes.
Am 18. Oktober 2022 erlaubte die Orthodoxe Kirche der Ukraine den Diözesen, Weihnachtsgottesdienste nach dem revidierten Julianischen Kalender, also dem 25. Dezember, abzuhalten. Im Februar 2023 beschloss die Ukrainische griechisch-katholische Kirche, ab September 2023 für feste Feiertage (außer Ostern) auf den gregorianischen Kalender umzustellen.
Am 24. Mai 2023 gab die Orthodoxe Kirche der Ukraine offiziell bekannt, dass der 25. Dezember der endgültige Termin für die Weihnachtsfeier der ukrainischen Orthodoxen sein wird, da die Kirche offiziell die Annahme des überarbeiteten julianischen Kalenders für feste Feiertage und Feiern im Einklang mit anderen Orthodoxen genehmigt hat.
Am 28. Juni 2023 legte der Präsident der Ukraine, Wolodymyr Selenskyj, der Werchowna Rada einen Gesetzesentwurf vor, der den julianischen Weihnachtsfeiertag am 7. Januar abschafft und den 25. Dezember als einzigen Feiertag vorsieht, womit der Wechsel des Kalenders durch die Orthodoxe Kirche der Ukraine und die Ukrainische Griechisch-Katholische Kirche widergespiegelt wird. Das Parlament stimmte diesem Gesetz am 14. Juli 2023 zu, 241 Abgeordnete unterstützten das Gesetz.
Laut einer Studie des internationalen Unternehmens Deloitte vom November 2023 wird nach der Umstellung der ukrainischen christlichen Kirchen auf einen neuen Stil die Mehrheit der Ukrainer (etwa 45 %) Weihnachten am 25. Dezember feiern und nur 17 % am 7. Januar, 32 % planen, zweimal zu feiern.

## Heiligabend
Am Heiligabend vor Weihnachten (6. Januar) versammelt sich am Tisch die „große Familie“, um gemeinsam das große Ereignis zu feiern. Der Begriff der „Familie“ entspricht im Ukrainischen dem deutschen Begriff der Verwandten: Zu Weihnachten versammeln sich die (engen) Verwandten (родинаⓘ rodyna) und nicht nur die Familie (сім’яⓘ sim’ja). Dies ist entscheidend für das Verständnis von Weihnachten in der Ukraine als ein „Familienfest“. Diese Gemeinschaft erstreckt sich jedoch nicht nur auf die Anwesenden; Nach dem Glauben nehmen auch verstorbene Familienmitglieder daran teil.

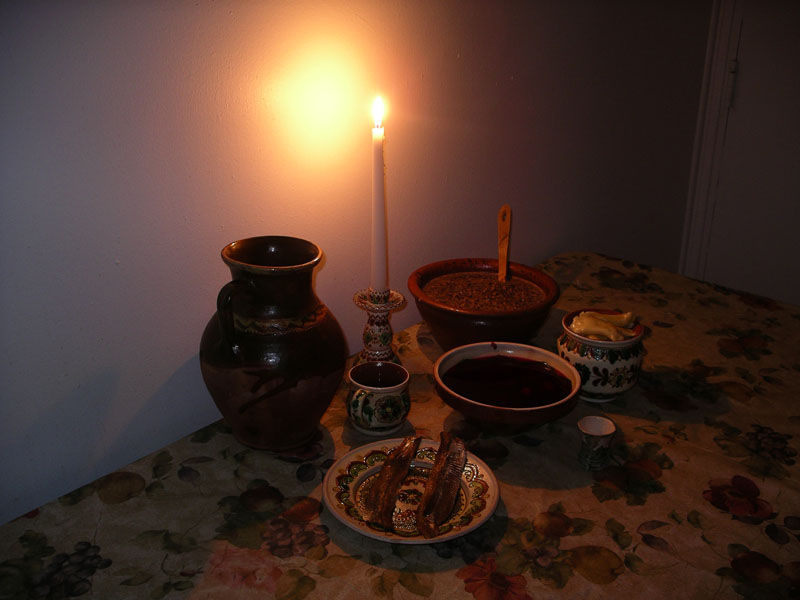
Fastenspeisen

Zwölf Fastenspeisen werden aufgetischt und die Zahl erinnert an die zwölf Apostel Christi. Unter die Tischdecke und auf den Fußboden wird Heu gelegt, dessen Geruch einen Hauch der wirklichen Umstände der Geburt Christi ins feierliche Wohnzimmer bringen soll. Danach wird Diduch (дідух) hereingetragen, eine Weizengarbe, die im mythologisch-religiösen Verständnis des Volkes die Gestalt des Ahnherrn, ein neues, blutloses Opfer an Gott und den Gott selbst darstellt.
An den Tischecken werden unter die Tischdecke Knoblauch und Walnüsse gelegt, als Symbol für den Zusammenhalt der Verwandtschaft (wie die Zehen einer Knoblauchzwiebel) und die Gesundheit eines jeden Familienmitglieds (die Gesundheit soll „stark wie die Nuss“ sein).
Auf den Tisch kommen verschiedene Sorten von Wareniki (вареники warenyky) (Teigtaschen mit Füllung) mit Kartoffeln oder gedünstetem Sauerkraut (und/oder einer Mischung aus beiden), außerdem eine Fastenvariante der ukrainischen Nationalspeise Borschtsch (борщⓘ), dieser wird mit einer speziellen Sorte Krapfen (пампушки Pampuschky) gegessen, herzhaft und in eine Knoblauchsoße getaucht. Dazu kommen Heringe, verschiedene Salate ohne Fleisch und Weißbrotschnittchen, die mit Sprotten, Butter und Zitrone belegt sind, sowie Plätzchen und andere Speisen. Am wichtigsten ist Kutja (кутяⓘ) – eine nahrhafte süße Speise, ein weiteres Symbol der Weihnacht, das vor allem bei Kindern beliebt ist. Kutja wird vorwiegend aus gekochten Weizenkörnern, mit Zucker gemahlenen und eingeweichten Mohnkörnern und je nach Geschmack mit Walnüssen, Rosinen und Honig zubereitet. In verschiedenen Regionen der Ukraine wird statt Weizen oft Reis oder Gerste als die Basis verwendet.
Wenn alle Speisen auf dem Tisch stehen, eröffnet das älteste anwesende Familienmitglied mit einem Gebet, der Segnung der Kutja und einem ersten Löffel davon das feierliche Abendessen. Nachdem jeder von der Kutja gekostet hat, dürfen auch andere Speisen gegessen werden.
Koljaduwaty (колядуватиⓘ) (Weihnachtslieder – коляди koljady, – singen) ist eine der wichtigsten Beschäftigungen während der Weihnachtszeit, da dadurch nicht nur Gott gepriesen wird, sondern auch Glück, Erfolg und Wohlstand der ganzen Verwandtschaft im neuen Jahr heraufbeschworen werden. Während viele Weihnachtslieder sichtbare heidnische Spuren in sich tragen (Gott als eine Sonnengestalt; der Begriff Gottes als einer physisch anwesenden Person, die am feierlichen Abendessen der Familie teilnimmt und sie dadurch segnet; Gestalt Marias als ein Symbol der Fruchtbarkeit usw.), gibt es einen großen Teil der Lieder, die einen politischen Nationalgedanken äußern: So wie Gott seinen Sohn in der Nacht vom Heiligabend als einen Menschen auf die Welt kommen ließ, sollte er auch den Ukrainern nach Jahrhunderten der Unterdrückung durch verschiedene Imperien wieder einen eigenen Nationalstaat schenken. Seit der Unabhängigkeit von 1991 hat dies jedoch deutlich an Aktualität verloren.
Auch Kinderspiele haben an diesem Abend eine besondere Bedeutung: sie sind Zeichen für den Wohlstand der Familie im neuen Jahr. Falls man z. B. beim Spiel „Hühner und Hähne“ mehr Hühner als Hähne heraushört, wird es ein gutes Jahr sein, denn sie stehen für Fruchtbarkeit.
Wenn das Abendessen vorbei ist und der Tisch aufgeräumt wurde, wird eine Schüssel mit Kutja auf den Tisch gestellt mit einer passenden Anzahl von Löffeln: für die Seelen der Verstorbenen, die am Heiligabend die Familie besuchen, um am feierlichen Abendessen teilzunehmen und damit ihre Hinterbliebenen zu unterstützen.

## Erster Weihnachtstag
Der erste Weihnachtstag (7. Januar) stellt ebenfalls eine komplexe Mischung aus heidnischen und christlichen Elementen dar: man geht als Erstes in die Kirche zur Messe (die in der byzantinischen Tradition bis zu vier Stunden an diesem Tag dauern kann), jedoch darf die Familie am Vormittag nicht von weiblichen Personen besucht werden. Diese würden Unglück und Probleme im kommenden Jahr bringen und, um dies zu vermeiden, scheuen viele Hausherrinnen nicht davor zurück, die Tür gar nicht aufzumachen. Falls jedoch ein Mann oder ein Junge kommt, bittet man ihn hinein und bewirtet ihn.
Nach der Messe versammelt man sich wieder am Tisch zum Mittagessen, diesmal allerdings mit Fleischspeisen: gebratenem Geflügel, verschiedenen Sorten von hausgemachtem Schinken und geräucherter Wurst (meist vom eigenen geschlachteten Schwein), Fleischsalaten und anderen Leckerbissen. Auch Alkoholgetränke dürfen nun getrunken werden, da die Fastenzeit am ersten Weihnachtstag vorbei ist. Am ersten Weihnachtstag gibt es keine Geschenke. Da das Fest eine sakrale Bedeutung für die Familie hat, rückt die Gemeinschaft der Familie in den Vordergrund.
Nach dem Mittagessen versammelt man sich wieder. In vielen Regionen erwartet man Sternsingergruppen bereits am Nachmittag des ersten Weihnachtstages. Abends spielen Kinder die Weihnachtsgeschichte nach, lesen Gedichte vor und singen Weihnachtslieder. Dafür bekommen sie als Belohnung Geld und Süßigkeiten von den Erwachsenen.

## Zweiter Weihnachtstag
Der zweite Weihnachtstag (8. Januar) ist der Tag der „Sternsinger“ (колядники). An diesem Tag besucht man auch entfernte Verwandtschaft und erwartet ab dem späten Nachmittag die ersten Sterngruppen. Diese haben eine lange Tradition in der Ukraine und werden auf eine ähnliche, karnevaleske Art in Melanka-Bräuchen zum „alten neuen Jahr“ wiederholt. Zu Weihnachten aber werden die Gruppen aus (oft verkleideten) Kindern, Jugendlichen oder Erwachsenen ähnlichen Alters und manchmal nur gleichen Geschlechts gebildet. An einem Abend wird jede Familie von bis zu zehn verschiedenen Gruppen besucht. Diese gratulieren ihr zur Geburt Christi und wünschen Wohlstand und Gesundheit im neuen Jahr, stellen die Weihnachtsgeschichte nach, machen Witze und singen Weihnachtslieder.
Dafür bedanken sich die Hausherren und Gäste mit Geld und Süßigkeiten oder anderen Speisen (früher insbesondere mit Wurst und Schinken). Während die Verkleidung optional ist (wichtig sind allerdings zumindest trachtenähnliche Kleider), sind der Weihnachtsstern und eine Glocke für die Sternsinger unabdingbar. Damit verbunden gibt es ebenfalls viele Bräuche: z. B. gibt man einem Kind, das lange nicht anfängt zu sprechen, aus der Glocke zu trinken, um seine Zunge zu „entbinden“. Jugendliche koljadnyky (Sternsinger) bilden oft Gruppen nach Geschlecht und gehen mit ihren Liedern und Weihnachtsgeschichten von Haus zu Haus um die Wette: falls die Mädchen mehr Geld und Süßigkeiten dabei verdienen, müssen die Jungs ihnen einen Wunsch oder eine Aufgabe erfüllen und umgekehrt. Das gesammelte Geld und Essen legt man am Ende zusammen für vecornyci (ein Tanz- und Spieleabend).